# Phạm Xuân Thăng
Phạm Xuân Thăng (sinh năm 1966) là nguyên Ủy viên Ban Chấp hành Trung ương Đảng Cộng sản Việt Nam khóa XIII, Bí thư Tỉnh ủy, Chủ tịch Hội đồng nhân dân tỉnh, Trưởng Ban Chỉ đạo phòng, chống tham nhũng, tiêu cực tỉnh Hải Dương. Ông từng là Phó Bí thư Thường trực Tỉnh ủy Hải Dương, đại biểu Quốc hội Việt Nam khóa 14, khóa 13, thuộc đoàn đại biểu Hải Dương. Là bị can bị bắt giam về tội lợi dụng chức vụ, quyền hạn khi thi hành công vụ trong vụ án liên quan đến tiêu cực mua kit-test và sinh phẩm phòng chống dịch Covid-19; Là trưởng ban chống tham nhũng cấp tỉnh đầu tiên bị bắt về tội tham nhũng.

## Tiểu sử
Phạm Xuân Thăng sinh ngày 1 tháng 6 năm 1966, người dân tộc Kinh, không theo tôn giáo nào. Ông có quê quán tại làng Thanh Kỳ (làng Trẩy con) xã An Thanh, huyện Tứ Kỳ, tỉnh Hải Dương.
Ông có bằng: Cử nhân hóa học; Thạc sĩ Quản lý Khoa học Công nghệ Đại học Sư phạm I; Cử nhân chính trị Đảng Cộng sản Việt Nam.
Sau khi tốt nghiệp cử nhân hóa học Đại học Sư phạm I, ông dạy học 6 năm. Ngày 6 tháng 8 năm 1994, Phạm Xuân Thăng gia nhập Đảng Cộng sản Việt Nam. Sau đó ông thôi làm giáo viên để đi học cử nhân chính trị theo diện học cử đi học để về làm cán bộ đoàn chuyên trách.
Tháng 11 năm 2003, Ông là Tỉnh ủy viên, Bí thư Tỉnh Đoàn Hải Dương.
Tháng 1 năm 2007 đến tháng 8/2009, Ông là Bí thư Huyện Ủy Bình Giang.
Ông Phạm Xuân Thăng từng là Ủy viên Ban Thường vụ Tỉnh ủy, Trưởng ban Tuyên giáo Tỉnh ủy, Trưởng ban Tổ chức Tỉnh ủy Hải Dương, đại biểu Quốc hội Việt Nam khóa 13.
Ngày 22 tháng 5 năm 2016, Phạm Xuân Thăng trúng cử đại biểu Quốc hội Việt Nam khóa 14 tại tỉnh Hải Dương.
Ngày 12 tháng 11 năm 2019, ông được bầu là Phó Bí thư Thường trực Tỉnh ủy Hải Dương.
Ngày 26 tháng 10 năm 2020, tại Đại hội lần thứ XVII của Đảng bộ tỉnh Hải Dương tổ chức ở Trung tâm Văn hóa xứ Đông, Ông được bầu làm Bí thư Tỉnh ủy Hải Dương.
Ngày 30 tháng 1 năm 2021, tại Đại hội Đại Biểu toàn quốc lần thứ XIII của Đảng Cộng sản Việt Nam tổ chức tại Trung tâm hội nghị quốc gia, ông trúng cử Uỷ viên Ban Chấp Hành Trung Ương Đảng Cộng Sản Việt Nam khoá XIII.
Sáng ngày 23 tháng 3 năm 2021, HĐND tỉnh Hải Dương khóa XVI, nhiệm kỳ 2016-2021 đã tổ chức kỳ họp thứ 17 - kỳ họp tổng kết nhiệm kỳ. Các đại biểu đã bầu ông Phạm Xuân Thăng, Ủy viên Trung ương Đảng, Bí thư Tỉnh ủy giữ chức Chủ tịch HĐND tỉnh Hải Dương khóa XVI, nhiệm kỳ 2016-2021.
Ngày 14 tháng 6 năm 2022, tại Hội nghị lần thứ 65, Ban Thường vụ Tỉnh ủy Hải Dương đã thống nhất thành lập Ban Chỉ đạo phòng, chống tham nhũng, tiêu cực tỉnh Hải Dương.
Theo đó, Ban Chỉ đạo phòng, chống tham nhũng, tiêu cực trực thuộc Ban Thường vụ Tỉnh ủy Hải Dương do ông Phạm Xuân Thăng, Ủy viên Trung ương Đảng, Bí thư Tỉnh ủy, Chủ tịch HĐND tỉnh làm Trưởng ban; ông Lê Văn Hiệu, Phó Bí thư Thường trực Tỉnh ủy, Trưởng Đoàn Đại biểu Quốc hội tỉnh Hải Dương và các ông là Ủy viên Ban Thường vụ Tỉnh ủy Hải Dương gồm: Vũ Tiến Phụng, Trưởng Ban Nội chính Tỉnh ủy; Nguyễn Hồng Sơn, Trưởng Ban Tổ chức Tỉnh ủy; Vũ Hồng Hiên, Chủ nhiệm Ủy ban Kiểm tra Tỉnh ủy; Bùi Quang Bình, Giám đốc Công an tỉnh là Phó Trưởng ban. Trong đó, ông Vũ Tiến Phụng, Trưởng ban Nội chính Tỉnh ủy được phân công làm Phó Trưởng ban Thường trực.

### Liên quan đến Công ty Việt Á trong phòng chống dịch Covid-19
Trong phòng chống dịch covid-19, tỉnh Hải Dương có sự chỉ đạo để Việt Á được độc quyền cung cấp Kit test covid-19. Vì vậy Hải Dương có tỷ lệ mua Kit test covid-19 của Việt Á lên đến 88% tổng số ngân sách mà tỉnh này đã mua. Ngoài ra còn có sự chỉ đạo để Việt Á được tham gia Test covid-19 tại Hải Dương. Với lợi nhuận từ bán Kit test, bán hóa chất của Việt Á và hoa hồng được chia chác của 1 số quan chức, thì nhiều người cho rằng có thể họ muốn Hải Dương có kết quả test không chính xác, có nhiều ca dương tính, muốn dịch bùng phát, để họ bán và mua nhiều Kit test mà hưởng lợi.
Vì thế ngày 11 tháng 8 năm 2022, Ủy ban Kiểm tra Trung ương đã xem xét kết quả kiểm tra khi có dấu hiệu vi phạm đối với Ban cán sự đảng UBND tỉnh Hải Dương trong lãnh đạo, chỉ đạo thực hiện công tác phòng chống COVID-19. Ủy ban Kiểm tra Trung ương xác định ông Phạm Xuân Thăng, Ủy viên Trung ương Đảng, Bí thư Tỉnh ủy Hải Dương, vi phạm "đến mức phải xem xét kỷ luật".
Ngày 16-9-2022, tại Trụ sở Trung ương Đảng, Tổng bí thư Nguyễn Phú Trọng chủ trì họp Bộ Chính trị, Ban Bí thư để xem xét, thi hành kỷ luật các tập thể, cá nhân vi phạm. Ông Phạm Xuân Thăng, Ủy viên Trung ương Đảng, Bí thư Tỉnh ủy, Chủ tịch HĐND tỉnh bị xác định vi phạm: nguyên tắc tập trung dân chủ, quy định của Đảng, pháp luật của Nhà nước, quy chế làm việc, quy định về những điều đảng viên không được làm và trách nhiệm nêu gương. Ông Thăng phải chịu trách nhiệm chính, trách nhiệm người đứng đầu về những vi phạm, khuyết điểm của Ban Thường vụ Tỉnh ủy nhiệm kỳ 2020-2025; chịu trách nhiệm trực tiếp, trách nhiệm cá nhân trong thực hiện chức trách, nhiệm vụ được giao; để nhiều tổ chức đảng và đảng viên vi phạm quy định của Đảng, pháp luật của Nhà nước. Căn cứ nội dung, tính chất, mức độ, hậu quả, nguyên nhân vi phạm và quy định của Đảng về kỷ luật tổ chức đảng, đảng viên vi phạm, Bộ Chính trị quyết định thi hành kỷ luật "đình chỉ sinh hoạt đảng, đình chỉ các chức vụ trong Đảng và trình Ban Chấp hành Trung ương Đảng xem xét, thi hành kỷ luật đối với ông Phạm Xuân Thăng." Đề nghị các cơ quan chức năng thi hành kỷ luật về hành chính theo quy định đối với tập thể, cá nhân đã bị kỷ luật đảng.
Ngày 17-9-2022, Cục Cảnh sát điều tra tội phạm về tham nhũng, kinh tế, buôn lậu (C03, Bộ Công an) đã ra quyết định khởi tố bị can, thực hiện lệnh bắt tạm giam ông Thăng để điều tra về tội lợi dụng chức vụ, quyền hạn trong khi thi hành công vụ. Ông bị cáo buộc đưa ra các chỉ đạo trái với quy định của pháp luật trong đấu thầu để 1 số cá nhân trong đó có ông và Công ty Việt Á thu về lợi nhuận bất chính, gây thiệt hại nghiêm trọng tài sản nhà nước.
Ngày 3-10-2022, Hội nghị T.Ư 6 khóa XIII, T.Ư đã xem xét kỷ luật ông Phạm Xuân Thăng, Ủy viên T.Ư Đảng, Bí thư Tỉnh uỷ, Chủ tịch HDND tỉnh Hải Dương. Ban Chấp hành T.Ư Đảng đã biểu quyết, quyết định thi hành kỷ luật khai trừ Đảng đối với ông Phạm Xuân Thăng.
Chiều 12-1-2024, HĐXX sơ thẩm vụ án Việt Á tuyên án ông Phạm Xuân Thăng 5 năm tù giam.

### Phát ngôn về vụ bê bối tại CDC Hải Dương
Tại Hội nghị Ban Thường vụ Tỉnh ủy Hải Dương lần thứ 48, ngày 21/12/2021 (bốn ngày sau khi Phạm Duy Tuyến, giám đốc CDC Hải Dương bị bắt), đánh giá về vụ việc tiêu cực xảy ra tại CDC Hải Dương, Phạm Xuân Thăng đã nói:
"Sai phạm của ông Phạm Duy Tuyến là rất nghiêm trọng, đi ngược với nỗ lực chống dịch của cả hệ thống chính trị, gây bức xúc trong cán bộ, đảng viên và nhân dân". "Đề nghị Ban Thường vụ Tỉnh ủy, Ban cán sự Đảng UBND tỉnh Hải Dương rút kinh nghiệm sâu sắc trong công tác chỉ đạo, quản lý, giám sát, phòng ngừa tham nhũng, nhất là công tác mua sắm, thanh quyết toán phục vụ phòng chống dịch.".